# Steven Universe Future
Steven Universe Future è una miniserie televisiva animata di venti episodi, basata su Steven Universe e ambientata dopo gli eventi di Steven Universe: il film che funge da seguito ed epilogo all'intera serie. È stata trasmessa negli Stati Uniti a partire dal 7 dicembre 2019 su Cartoon Network.

## Trama
La serie vede Steven e le Crystal Gems affrontare nuovi ostacoli derivati da problemi e questioni lasciate ancora irrisolte più nuove conseguenze scaturite dall'operato di Steven in questi due anni che hanno stravolto l'equilibrio e le abitudini della società delle Gemme, il tutto corredato da altri piccoli problemi quotidiani. Tutto ciò andrà a inficiare sulla sicurezza di cosa Steven vorrebbe nel suo futuro e, mentre su di lui gravano le ombre del passato, il ragazzo inizia a manifestare nuovi e incontrollabili poteri mai visti prima, ai quali dovrà porre un freno e dare una risposta.

## Pubblicazione
La serie venne annunciata al pubblico il 3 ottobre nel panel dedicato al New York Comic-Con 2019, rivelando che si sarebbe incentrata su aspetti ed eventi non trattati appieno in passato nella serie e sui nuovi sbocchi narrativi lasciati aperti dal film. Il 20 novembre 2019 viene annunciato il debutto televisivo per il 7 dicembre seguente, con uno speciale di un'ora. Il 20 febbraio 2020 viene annunciato che la serie avrebbe ripreso la messa in onda il 6 marzo seguente con due nuovi episodi che aprono la seconda metà della miniserie, e con il finale di serie in quattro parti in onda il 27 marzo.

## Episodi
| nº | Titolo originale       | Titolo italiano         | Prima TV USA                                           | Prima TV Italia | Trama |
| -- | ---------------------- | ----------------------- | ------------------------------------------------------ | --------------- | --- |
| 1  | Little Homeschool      | La scuola delle Gemme   | 7 dicembre 2019                                        | 9 ottobre 2020  | Benvenuti alla Scuola delle Gemme, un luogo sulla Terra in cui le Gemme da ogni parte dell'Universo possono imparare a vivere pacificamente! Però c'è una Gemma che rifiuta di partecipare                                                  |
| 2  | Guidance               | Gemme al lavoro         | 7 dicembre 2019                                        | 9 ottobre 2020  | Ametista ha aiutato le Gemme della Scuola a trovare dei lavoretti sul lungomare, ma Steven non è sicuro del suo metodo |
| 3  | Rose Buds              | Le amiche Rosa          | 7 dicembre 2019                                        | 9 ottobre 2020  | Steven riceve una visita a sorpresa da dei vecchi amici e gliene vengono presentati dei nuovi ancor più sorprendenti |
| 4  | Volleyball             | Le due Perle            | 7 dicembre 2019                                        | 9 ottobre 2020  | Steven è determinato a curare la cicatrice sul viso della Perla originale di Diamante Rosa |
| 5  | Bluebird               | Scherzi innocenti       | 14 dicembre 2019                                       | 9 ottobre 2020  | Steven dubita delle motivazioni di una misteriosa Fusione arrivata a casa sua |
| 6  | A Very Special Episode | Impegni estenuanti      | 14 dicembre 2019                                       | 9 ottobre 2020  | Arcobaleno Quarzo 2.0 ha promesso di passare la giornata con Cipollo nello stesso giorno in cui Eliolite ha un seminario sulla sicurezza domestica! Come può Steven essere in due posti diversi, in due Fusioni diverse, allo stesso tempo? |
| 7  | Snow Day               | La scuola chiusa        | 21 dicembre 2019                                       | 11 ottobre 2021 | Steven e le Gemme approfittano per stare insieme quando rimangono bloccati a casa per una nevicata |
| 8  | Why So Blue?           | Perché sei cosí triste? | 21 dicembre 2019                                       | 13 ottobre 2021 | Steven ha sentito voci di due Gemme che ancora distruggono mondi. Se Steven non può fermarle, forse Lapis può |
| 9  | Little Graduation      | La festa di laurea      | 28 dicembre 2019                                       | 11 ottobre 2021 | Steven e le Gemme festeggiano la prima classe della Scuola delle Gemme a diplomarsi |
| 10 | Prickly Pair           | Un tipo spinoso         | 28 dicembre 2019                                       | 12 ottobre 2021 | Dopo avere lasciato la Scuola delle Gemme Steven ha trovato un nuovo hobby, le piante |
| 11 | In Dreams              | Nei sogni               | 6 marzo 2020                                           | 15 ottobre 2021 | Steven inizia a trasmettere sul TV della sua stanza |
| 12 | Bismuth Casual         | L'amicizia vince sempre | 6 marzo 2020                                           | 12 ottobre 2021 | Bismuth invita Perla alla pista di pattinaggio per una lezione sul forgiare relazioni con gli umani |
| 13 | Together Forever       | Per sempre insieme      | 13 marzo 2020                                          | 13 ottobre 2021 | Connie ha una visione molto chiara del suo futuro e Steven vuole essere sicuro di esserne parte |
| 14 | Growing Pains          | Steven si gonfia        | 13 marzo 2020                                          | 14 ottobre 2021 | Steven va dal medico per la prima volta |
| 15 | Mr. Universe           | In viaggio con papà     | 20 marzo 2020                                          | 15 ottobre 2021 | Greg porta Steven in un viaggio su strada per conoscere le origini del cognome Universe |
| 16 | Fragments              | La forza di un Diamante | 20 marzo 2020                                          | 14 ottobre 2021 | Steven scappa nei boschi per allenarsi con un potente mentore |
| 17 | Homeworld Bound        | Ritorno dai diamanti    | 23 marzo 2020 (app Cartoon Network) 27 marzo 2020 (TV) | 16 ottobre 2021 | Steven va dai Diamanti per alcuni consigli su come controllare i suoi nuovi poteri |
| 18 | Everything's Fine      | Va tutto bene           | 27 marzo 2020                                          | 17 ottobre 2021 | Steven insiste che vada tutto bene |
| 19 | I Am My Monster        | L'ultima battaglia      | 27 marzo 2020                                          | 17 ottobre 2021 | Niente va bene |
| 20 | The Future             | Il viaggio di Steven    | 27 marzo 2020                                          | 16 ottobre 2021 | Steven è finalmente pronto ad andare avanti |

## Possibile sequel
Sebbene Rebecca Sugar abbia confermato che questa serie è il finale del franchise e che non c'è alcun seguito o altri progetti in fase di sviluppo, si è dichiarata aperta ad una possibile continuazione, "La storia continua fuori dallo schermo e so cosa succederà dopo... Ma dovrei decidere come e quando approfondire la cosa, o se sia meglio concedere loro un po di privacy. Sono sicuramente interessata a trascorrere più tempo in questo mondo con questi personaggi. Ma il problema di Steven Universe riguarda Steven Universe e voglio dargli il tempo di guarire".
Nel novembre 2023, in occasione del decimo anniversario della serie, Sugar ha ribadito il suo desiderio per un potenziale revival, suggerendo che lo show sarebbe tornato se la domanda da parte del pubblico fosse stata abbastanza alta, "Amo questi personaggi e amo questo mondo, e mi piacerebbe tornarci... E spero che, se tutti gli altri se la sentono come me, io possa avere l'opportunità di fare qualcosa del genere"."
In seguito è stato confermato, nel 2025, che Rebecca Sugar sta lavorando ad uno spin-off per Amazon Prime Video intitolato " Steven Universe: Lars of the Stars". 